# Igor Belanov
Igor Ivanovich Belanov ou Ihor Ivanovych Byelanov - respectivamente, em russo, Игорь Иванович Беланов, e, em ucraniano, Ігор Іванович Бєланов (Odessa, 25 de setembro de 1960) - é um ex-futebolista ucraniano que jogava como atacante.
Belanov ganhou o Prêmio Bola de Ouro da France Football em 1986.
Eleito um dos 100 melhores jogadores da Copa do Mundo de todos os tempos pelo jornal britânico The Times, Belanov representou a União Soviética em uma Copa do Mundo e uma Eurocopa.
Em 2011, Igor Belanov, juntamente com Oleg Blokhin e Vitaliy Starukhin foram nomeados como as "lendas do futebol ucraniano" nos prêmios Victory of Football.
Exerceu a função de consultor na Federação Ucraniana de Futebol.
Em 2022, alistou-se no Exército da Ucrânia durante a invasão russa no país.

## Carreira

### Início
Começou a carreira em 1979 e jogou, já como atacante, por dois clubes de sua cidade, primeiramente o SKA Odessa, e depois o Chornomorets Odessa, até transferir-se em 1985 para o Dínamo Kiev. No mesmo ano, conquistaria o campeonato soviético em sua primeira temporada no Dínamo. 1985 marcou também sua estreia pela União Soviética.

### Auge
No ano seguinte, participou da conquista da segunda Taça dos Clubes Vencedores de Taças do clube, e também iria para a sua primeira Copa do Mundo. No mundial de 1986, A Seleção Soviética avançaria à segunda fase, onde enfrentaria a Bélgica. Byelanov marcou os três gols de sua equipe no jogo, mas o feito foi em vão, pois os belgas conseguiram vencer e eliminar os soviéticos por 4 a 3.
Ao final daquele ano, Byelanov conquistaria novamente a Liga Soviética, e seria eleito o melhor jogador europeu pela France Football - o terceiro soviético a conseguir o prêmio, depois de Lev Yashin e Oleh Blokhin (e segundo vencedor ucraniano, após este último).
Jogou pela URSS 33 vezes, marcando 8 gols até 1990, quando deixou de ser chamado - não chegou a ir para a Copa do Mundo daquele ano. Por ela, ainda fora vice-campeão da Eurocopa 1988.

### Rápida decadência
Em 1989, transferiu-se para a então Alemanha Ocidental, onde passou duas temporadas sem sucesso no Borussia Mönchengladbach e três no Eintracht Braunschweig, da segunda divisão da Bundesliga.
No meio de 1995, voltou à Ucrânia (pela qual não chegou a jogar), agora um país independente, jogando uma temporada no Chornomorets e outra no Metalurh Mariupol, sua última como jogador profissional.

## Títulos
Dínamo de Kiev
- Taça dos Clubes Vencedores de Taças: 1985—86
- Campeonato Soviético: 1985, 1986
- Copa Soviética: 1985, 1987, 1990
- Supercopa Soviética: 1985, 1986

### Prêmios individuais
- Ballon d'Or: 1986
- Chuteira de Bronze da Copa do Mundo FIFA: 1986
- Golden Foot: 2008

### Artilharias
- Taça dos Clubes Vencedores de Taças de 1985–86 (5 gols)